# Australoniscus springetti
Australoniscus springetti är en kräftdjursart som beskrevs av Albert Vandel 1973. Australoniscus springetti ingår i släktet Australoniscus och familjen Bathytropidae. Inga underarter finns listade i Catalogue of Life.